# Ctenophorus maculatus
Espèce
Synonymes
- Uromastyx maculatus Gray, 1831
- Amphibolurus maculatus (Gray, 1831)
- Amphibolurus maculatus badius Storr, 1965
- Amphibolurus maculatus dualis Storr, 1965
- Amphibolurus maculatus griseus Storr, 1965

Ctenophorus maculatus est une espèce de sauriens de la famille des Agamidae.

## Répartition
Cette espèce est endémique d'Australie. Elle se rencontre en Australie-Méridionale et en Australie-Occidentale.

## Liste des sous-espèces
Selon The Reptile Database (23 janvier 2014) :
- Ctenophorus maculatus badius (Storr, 1965)
- Ctenophorus maculatus dualis (Storr, 1965)
- Ctenophorus maculatus griseus (Storr, 1965)
- Ctenophorus maculatus maculatus (Gray, 1831)

## Publications originales
- Gray, 1831 "1830" : A synopsis of the species of Class Reptilia. The animal kingdom arranged in conformity with its organisation by the Baron Cuvier with additional descriptions of all the species hither named, and of many before noticed, V Whittaker, Treacher and Co., London, vol. 9, Supplement, p. 1-110 (texte intégral).
- Storr,  1965 : The Amphibolurus maculatus species-group (Lacertilia: Agamidae) in Western Australia. Journal of The Royal Society of Western Australia, vol. 48, p. 45-54.